# Аренс, Лев Евгеньевич
Лев Евге́ньевич А́ренс (1890—1967) — русский и советский биолог, педагог, поэт, литератор, художественный критик.

## Биография
Родился 15 августа 1890 года в селе Мартышкино Петергофского уезда Санкт-Петербургской губернии (ныне в черте города Ломоносова) в семье капитан-лейтенанта Евгения Ивановича Аренса.
Так как его отец с 1903 года занимал должность начальника Петергофской пристани и Царскосельского Адмиралтейства, то часть своего детства и юношеских лет Лев провёл в здании Адмиралтейства, там находилась служебная квартира его отца.
В доме бывали Владимир Дешевов, Василий Комаровский, Николай Гумилёв, Николай Пунин.
В 1909 году Лев Аренс окончил Царскосельскую гимназию и поступил на естественное отделение (биология) физико-математического факультета Петербургского университета. Во время учёбы был командирован факультетом для работ на биологические станции: Севастопольскую (1910), Селигерскую, Бородинскую (1912), Виллафранкскую (1913); он участвовал в деятельности проходившего в то время международного зоологического конгресса в Монако).
С гимназических лет он стал пробовать свои силы в литературе и писать стихи.
Со своими новеллами и стихами он пришёл к Николаю Гумилёву, который был хорошим другом их семьи, однако отзывы Гумилёва охладили творческий пыл молодого автора, так что он бросил писать почти до 30 лет.
По окончании университета в 1915 году он пошёл добровольцем в военно-морской флот. Сначала служил матросом II-й статьи в казармах на Поцелуевом мосту.
Затем воевал на Чёрном море, где получил солдатские георгиевские медаль и крест, был произведён в подпоручики по адмиралтейству.
После Первой мировой войны вернулся в Петроград и по приглашению А. В. Луначарского работал секретарём комиссии при первом Народном комиссариате просвещения.
В конце 1918 года поступил в институт имени П. Ф. Лесгафта, где проработал — с перерывами — около 19-ти лет. Занимался, в основном, проблемой поведения насекомых в природной обстановке. Некоторое время работал в филиале Института имени Лесгафта в Борисовке (ныне в Белгородской области), изучая растительность заповедника «Лес на Ворскле».
В 1919—1920 годах состоял ассистентом кафедры гистологии Крымского (Таврического) университета и секретарём Крымского наробраза.
В Крыму женился на караимке Сарре Иосифовне Савускан (1900—1982, дочери евпаторийского купца Иосифа Савускана), у них родилось трое сыновей: Евгений (1921—2011), Игорь (1923—1942) и Юрий (1929—1941).
В 1920-х годах продолжил свою литературную деятельность, когда вошёл в группу, примыкавшую к футуристам, вместе с поэтом Тихоном Чурилиным. Он стал автором посмертной статьи о творчестве Хлебникова «Велимир Хлебников — основатель будетлян», опубликованной в 1923 году. Другая его работа, «Слово о полку Будетлянском», была впервые опубликована только 1990 году.
В 1923—1931 годах — преподаватель на кафедре зоогеографии Географического института, Географического факультета ЛГУ; лектор Института прикладной зоологии и курсов пчеловодства. В 1931—1932 годах был учёным специалистом Всесоюзного института растениеводства. В 1932—1934 годах — научный сотрудник оленеводческого совхоза (Нарьян-Мар, Ненецкий национальный округ), изучал кормовую базу оленьих пастбищ: луговых растений и лишайниковых покровов, а также некоторых пищевых растений (Лук скорода (Allium schoenoprasum)).
После убийства Кирова в декабре 1934 года началась волна репрессий, направленная прежде всего против ленинградской интеллигенции. В марте 1935 года вышло постановление о высылке из Ленинграда социально чуждых элементов (дворян). Не обошли эти гонения и Льва Аренса, 4 марта 1935 года он был осуждён Особым совещанием при НКВД СССР к заключению в исправительно-трудовой лагерь, как социально опасный элемент, то есть за происхождение, сроком на 5 лет.
Срок он отбывал в Медвежьей горе (Карельская АССР), работая там по специальности — научным сотрудником сельскохозяйственной опытной станции Беломорско-Балтийского комбината. Его жена Сарра Иосифовна была сослана в Астрахань и жила там с младшим сыном Юрием вплоть до освобождения мужа в 1939 году; старший сын Евгений жил в семье сестры Льва Евгеньевича В. Е. Аренс-Гаккель, средний сын Игорь жил в семье Пуниных, в Фонтанном Доме; они навещали мать летом, во время каникул.
Лев Евгеньевич был освобождён из Беломорско-Балтийского лагеря НКВД «по окончании срока с зачётом 252 рабочих дней» 15 июня 1939 года. Летом 1940 года в поисках работы по специальности он уехал с семьёй в город Глухов Сумской области Украины.
Во время войны Аренсы потеряли двух своих сыновей. Юра Аренс умер 3 октября 1941 года в Хопёрском заповеднике (Воронежская область), где Лев Евгеньевич и Сарра Иосифовна с Юрой и Женей поселились после начала войны. Игорь Аренс находился в Ленинграде, работал на станции скорой помощи, с 1941 года жил в Фонтанном Доме с Пуниными. В феврале 1942 года был в дистрофическом состоянии помещён в стационар и умер 4 апреля.
После войны Лев Аренс занимался научной деятельностью, около 10 лет был сотрудником Тебердинского государственного заповедника, был членом Географического и Энтомологического обществ, кандидатом биологических наук.
Натуралист широкого профиля, он успел опубликовать при жизни более 100 научных статей, рецензий, хроник, переводов (прежде всего — классических трудов Ж. А. Фабра). Многие работы осталось неопубликованными (среди них — доклады, сделанные на заседаниях Географического общества СССР: об А. С. Хомякове и Адельберте фон Шамиссо, — остались в рукописи).
Скончался Лев Евгеньевич Аренс после тяжёлой болезни 23 июля 1967 года.

## Основные труды
- Лес на Ворскле // Украинский охотник и рыболов. — 1925. — Вып. X.
- О закономерности посещения пчёлами медоносных растений // Пчеловодн. дело. — 1926. — Вып. 6.
- Медоносная пчела как опылитель // Пчеловодн. дело. — 1926. — Вып. 9.
- Плодовые сады и пчёлы // Пчеловодство. — 1926. — Вып. 8.
- Значение лесных заповедников для пчеловодства // Пчеловодн. дело. — 1927. — Вып. 6.
- О некоторых очередных задачах по изучению медоносных растений // Практическое пчеловодство. — 1927. — Вып. 6.
- Об ядовитом мёде. Памяти Р. Э. Регеля // Опытн. пасека. — 1928. — Вып. 4—6.
- Географическое распространение медоносов и многополье // Вестн. российск. и иностр. пчеловодства. — 1928. — Вып. 2.
- Энциклопедия пчеловодства. — 1928. — несколько статей о медоносных растениях
- Фенология на службе у пчеловода // Пчела и пасека. — 1928. — Вып. 2.
- О разноцветной обножке // Пчеловодн. дело. — 1929. — Вып. 3.
- Царь-зелье (Delphinium elatum) и пчёлы // Пчеловодн. дело. — 1929. — Вып. 5.
- Медоносы и многополье // Пчеловодн. дело. — 1929. — Вып. 7.
- Об узе // Опытн. пасека. — 1929. — Вып. 1—2.
- Посещение пчёлами цветков ночной свечи (Oenothera biennis) // Опытн. пасека. — 1929. — Вып. 3—4.
- Плантации снотворного мака и пчёлы // Опытн. пасека. — 1929. — Вып. 7—8.
- Поведение пчёл на цветах яснотки пятнистой (Lamium maculatum) // Опытн. пасека. — 1929. — Вып. 9—10.
- Щетинник мутовчатый (Setaria verticillata) ловушка для пчёл // Опытн. пасека. — 1929. — Вып. 11—12.
- Важнейшие лекарственные медоносные растения // Пчеловод-практик. — 1930. — Вып. 8—9.
- Географические основы пчеловодства // Коллективн. пчеловодн. дело. — 1930. — Вып. 1.
- Очерк истории культуры медоносных растений на русской почве // Тр. прикл. бот., генет. и селекции. — 1930. — Т. XXII, вып. 5. — С. 3—78. — самая крупная ботаническая работа Аренса; дан исторический обзор возникновения пчеловодства и культуры медоносных растений в России с 1672 года
- Пчела-опылительница // Коллективн. пчеловодн. дело. — 1930. — Вып. 5.
- К использованию луговой растительности тундровой зоны // Хозяйство Севера. — Архангельск, 1934. — Вып. 10. — С. 4—8.
- Пастбища отельного периода в оленеводстве. — Нарьян-Мар, 1934.
- О диком луке, или скороде, как замечательном растении крайнего Севера СССР // Природа. — 1935. — Вып. 1.
- Сероольшанники полуострова Заонежья // Природа. — 1937. — Вып. 6.
- Географические центры возникновения и развития самобытного пчеловодства в Новом свете // Изв. Всес. геогр. об-ва. — 1940. — Т. LXXII, вып. 1. — С. 43—50.
- О географической зональности лишайниковых ковров из рода Cladonia // Изв. Всес. геогр. об-ва. — 1940. — Т. LXXII, вып. 6. — С. 810—813.
- Добывание мёда в доисторическое время // Изв. Всес. геогр. об-ва. — 1940. — Т. LXXII, вып. 6. — С. 864—866.
- Орхидея венерин башмачек и доломиты в Карелии // Изв. Всес. геогр. об-ва. — 1946. — Вып. 2. — С. 242—243.
- Об использовании нагорных дубрав в качестве ранневесеннего пастбища // Природа : журнал. — 1944. — № 4.